# 列枝軸孔珊瑚
列枝軸孔珊瑚（学名：Acropora listeri）为軸孔珊瑚科軸孔珊瑚屬下的一个种。